# David Sequeira
David Sequeira (Alcantarilha, 28 de julho de 1931) é um sacerdote católico, professor e compositor português reconhecido pelas suas contribuições para música litúrgica e pelos seus arranjos de composições tradicionais portuguesas.